# 国民参与党
国民参与党（こくみんさんよとう）は、2010年1月に結成された大韓民国の政党。2011年12月15日、民主労働党や新しい進歩統合連帯による「統合進歩党」に合流したことにより消滅。

## 概要
2010年1月17日、前年に死去した盧武鉉前大統領に近い人物（親盧派）を中心に中央党（党本部）設立大会を開催して正式に発足した。設立大会では、盧武鉉政権で統一部長官を務めた李在禎（イ・ジェジョン）を代表に選出した。
参与党は、党結成に当たっての宣言文の中で「盧武鉉精神の継承」と「地域主義の克服と市民主権」を掲げ、6大綱領を提示した。
- 6大綱領[2]

1. 参加民主主義と市民主権
2. 地域主義政治克服と開放的政治連合
3. 人中心の社会投資
4. 均衡発展と社会統合
5. 韓半島平和繁栄と統一時代準備
6. 未来を準備する緑色生態社会

結成から半年後の6月に行われた全国同時地方選挙では、民主党や民主労働党など他の野党と候補者一本化を実施、広域団体長選挙に盧武鉉政権で保健福祉部長官を務めた柳時敏（ユ・シミン）など3人、広域議会選挙で47人（地域区）など多数の候補者を擁立した。選挙の結果、広域議会選挙で5人（地域区3人＋比例区2人）、基礎議会選挙で24人（地域区17人＋比例区7人）が当選したが、野党統一の京畿道知事候補として立候補した柳時敏は現職の金文洙（キム・ムンス）に5％余の差で敗れた。2011年3月19日に中央党職者選挙が行われ柳時敏が新たな代表に選出された。新代表選出直後の4月27日に行われた慶尚南道金海市乙区の国会議員再選挙に野党統一で自党候補を擁立したが、元慶尚南道知事の金台鎬候補に僅差で敗れ、念願の院内進出は果たせなかった。
補選後、参与党は進歩政党である民主労働党との統合を推進した。その後、紆余曲折はあったものの、11月20日に民労党と参与党及び新進歩統合連帯（魯会燦・沈相奵・趙承洙など進歩新党脱党者による政治勢力）の3者による統合を宣言した。12月4日に行われた全国党員大会の場で統合案は9割近い賛成で承認された。そして翌5日、民労党と統合連帯の3党派による統合が宣言され、統合進歩党が事実上発足した。12月15日、「統合進歩党」が中央選挙管理委員会に新設合党方式で政党登録されたことにより、参与党は2年弱に及んだ党の歴史に幕を閉じた。